# 三溪寺
三溪寺位於四川省德陽市綿竹市，文物遺址年代判定為明至清。2012年7月16日公佈為第八批四川省文物保護單位。
三溪寺位於四川省德陽市綿竹市土門鎮天保村，始建於宋祥符年間，大佛殿為明洪武十年所建，清朝乾隆二十七年補修。三溪寺坐北向南，寺內有照壁、山門、東嶽殿、觀音殿、大佛殿、祖師殿及客房等古建築，占地面積9000平方公尺。其中大佛殿為明代，單簷歇山式屋頂，面闊三間17.8公尺，進深13.8公尺，抬梁式屋架，六櫞、屋用四柱，簷下前後各有斗拱10垛，左右各8垛，建築面積252平方公尺，大殿梁上有明洪武十年重建字樣，觀音殿及東嶽殿為清乾隆二十七年（1762）修建。該寺歷史悠久，建造工藝、泥塑雕刻大氣恢宏，為川內少有的明清建築群。是研究明清建築營造技術不可多得的實物資料。1985年，三溪寺被綿竹市人民政府公佈為縣級文物保護單位。1991年，三溪寺被德陽市人民政府公佈為市級文物保護單位。